# SCB Ed 2x2/2
| SCB Ed 2x2/2               | SCB Ed 2x2/2              | SCB Ed 2x2/2              |
| -------------------------- | ------------------------- | ------------------------- |
| Nummerierung:              | SCB 181–186 SBB 7681–7686 | SCB 187–196 SBB 7687–7696 |
| Anzahl:                    | 6                         | 10                        |
| Hersteller:                | Maffei                    | Maffei                    |
| Baujahr(e):                | 1891                      | 1893                      |
| Ausmusterung:              | 1910–1938                 | 1910–1938                 |
| Achsformel:                | B + B                     | B + B                     |
| Bauart:                    | Verbund                   | Verbund                   |
| Spurweite:                 | 1435 mm (Normalspur)      | 1435 mm (Normalspur)      |
| Länge über Puffer:         | 11517 mm                  | 10400 mm                  |
| Fester Radstand:           | 1900 mm                   | 1900 mm                   |
| Leermasse:                 | 48,6 t                    | 44,4–46,1 t               |
| Dienst- und Reibungsmasse: | 60,4 t                    | 58,8–60,6 t               |
| Höchstgeschwindigkeit:     | 55 km/h                   | 55 km/h                   |
| Treibraddurchmesser:       | 1280 mm                   | 1200 mm                   |
| Zylinderanzahl:            | 4                         | 4                         |
| ND-Zylinderdurchmesser:    | 550 mm                    | 540 mm                    |
| HD-Zylinderdurchmesser:    | 355 mm                    | 350 mm                    |
| Kolbenhub:                 | 640 mm                    | 610 mm                    |
| Anzahl der Heizrohre:      | 169                       | 162                       |
| Heizrohrlänge:             | 4000 mm                   | 3850 mm                   |
| Rostfläche:                | 1,8 m²                    | 1,7 m²                    |
| Strahlungsheizfläche:      | 7,8 m²                    | 7,3 m²                    |
| Verdampfungsheizfläche:    | 113,0 m²                  | 105,2 m²                  |
| Wasservorrat:              | 5,0 m³                    | 7,2 m³                    |
| Brennstoffvorrat:          | 2,0 t (Kohle)             | 3,3 t (Kohle)             |

Die Schweizerischen Centralbahn (SCB) bestellte sich 1891 bei Maffei in München Tenderdampflokomotiven der Bauart Ed 2x2/2. Vorerst beschaffte sich die Bahngesellschaft sechs Fahrzeuge nach dem System Mallet. Die Bauweise wurde etwas weiterentwickelt, und 1893 kamen 10 weitere Lokomotiven hinzu. 
Zwischen 1897 und 1900 wurde eine zweite Serie von Mallet-Lokomotiven von der SLM in Winterthur geliefert, die aber im Gegensatz zur ersten Serie als Schlepptenderlokomotive gebaut wurden (siehe SCB D 2×2/2).

## Geschichte

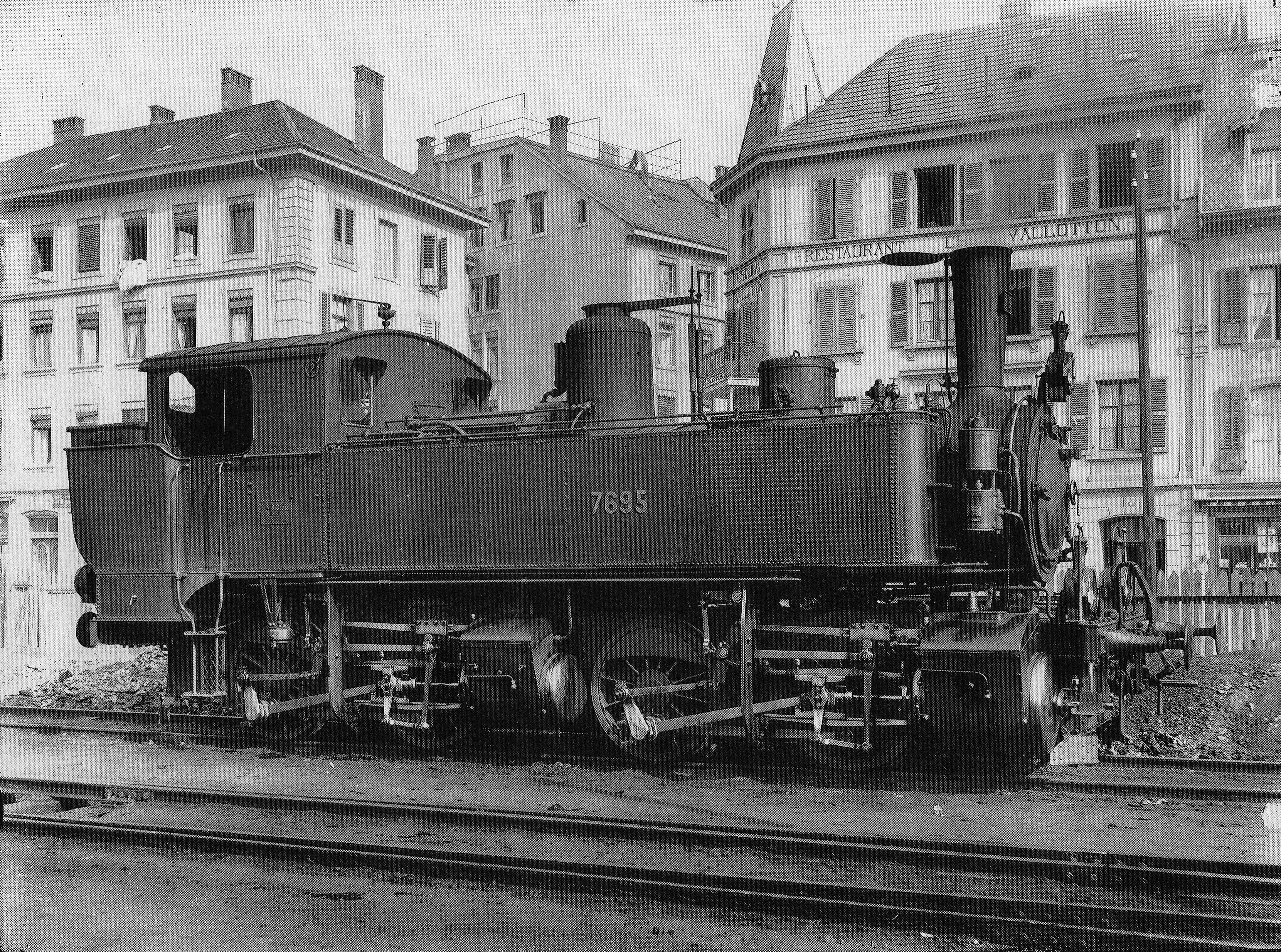
Lokomotive Nr. 195, hier bereits als Nr. 7695 der SBB

Die Schweizerischen Centralbahnen mussten Anfang der 1890er Jahre ihren Güterlokomotivbestand erhöhen. Da die bisher dafür verwendeten Lokomotiven des Typs Bourbonnais schon veraltet waren, kam für den Güterzugsdienst nur eine vierfachgekuppelte Maschine in Frage. Allerdings bestand die Befürchtung, dass vor allem auf der kurvenreichen Hauensteinstrecke eine Lokomotive der Achsfolge D, etliche Probleme bereiten könnte. So entschied man sich, nachdem 1890 der Gotthardbahn-Gesellschaft die Ed 2x3/3 geliefert worden war, sich Maschinen der Bauart Mallet anzuschaffen, welche allerdings nur mit vier Treibrädern ausgerüstet waren.

## Technisches
Die Lokomotiven waren stark an die GB Ed 2x3/3 angelehnt, natürlich entsprechend der geringeren Achszahl verkleinert. Es wurden hier auch die gleichen Fehler gemacht und die Maschine besass einen zu kleinen (schwachen) Kessel.
Zwei Lokomotiven erhielten bei der SBB einen neuen Kessel, dies war 1905 die 7691 (SCB 191) und 1909 die 7684 (SCB 184).

## Betriebliches
Die Lokomotiven wurden nach der Übernahme durch die SBB dem Kreis II zugeteilt und blieben somit ihrer alten Heimatwerkstätte Olten zugeteilt.

### Lokomotive 196

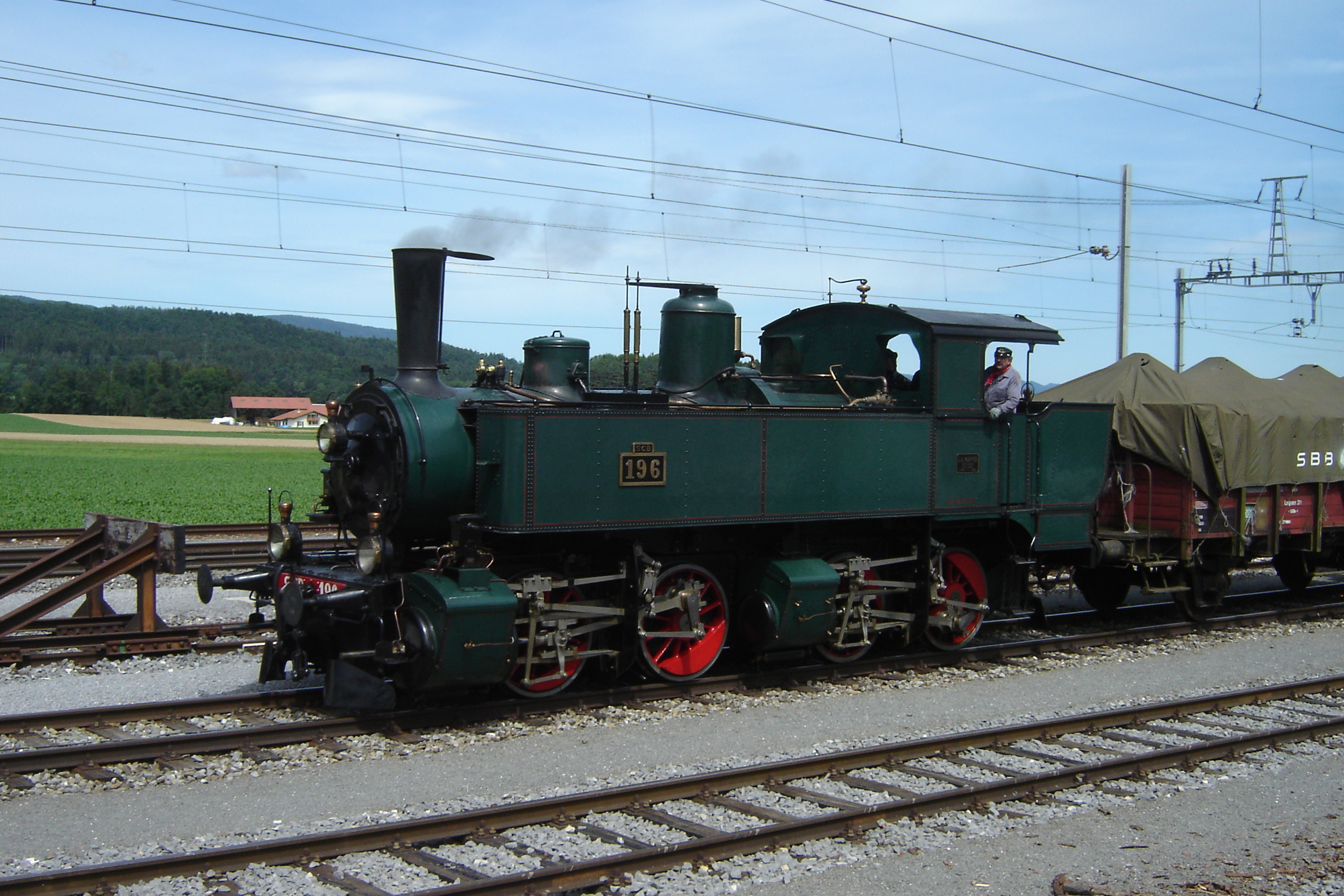
Ed 2×2/2 196 im Bahnhof von Delsberg.

Heute existiert noch die Lokomotive Nr. 196. Sie war vorwiegend am Hauenstein und vor Güterzügen im Einsatz und dem Depot von Olten zugeteilt. 1915 wurde sie auf die Strecke Le Pont–Le Brassus versetzt. Sie wurde 1938 ausrangiert und in Villeneuve remisiert. 1958 wurde in Biel mit der Wiederinstandstellung begonnen, und von 1959 bis 1974 weilte sie im Verkehrshaus Luzern. Sie sollte für Ausstellungen fit gemacht werden. 1992 wurde sie von der Dampfgruppe der Oensingen-Balsthal-Bahn übernommen und dort dem historischen Betrieb übergeben.

## Trivia
Von der Firma BEMO Modelleisenbahnen wurde im Rahmen ihrer "Metal Collection" für Nenngröße H0 ein digital gesteuertes Modell der SBB Ed 2x2/2 7681 aufgelegt.